# Hrašovík
Hrašovík (deutsch Raas, ungarisch Rás) ist eine Gemeinde im Osten der Slowakei mit 429 Einwohnern (Stand 31. Dezember 2024), die zum Okres Košice-okolie, einem Teil des Košický kraj, gehört und in der traditionellen Landschaft Abov liegt.

## Geographie
Die Gemeinde befindet sich im Talkessel Košická kotlina am rechten Ufer der Torysa. Das Ortszentrum liegt auf einer Höhe von 207 m n.m. und ist 13 Kilometer von Košice entfernt (Straßenentfernung).
Nachbargemeinden sind Beniakovce im Norden, Rozhanovce im Osten, Košické Oľšany im Südosten und Süden sowie Košice (Stadtteil Dargovských hrdinov) im Südwesten und Westen.

## Geschichte
Hrašovík wurde zum ersten Mal 1270 als Raasfelde schriftlich erwähnt, weitere historische Bezeichnungen sind unter anderen Raas (1337), Rask (1379), Raaz (1427), Ras (1605) und Rassowík (1808). Das Dorf wurde zur Zeit der Ersterwähnung Gut der Familie Rozgonyi, die die Ländereien des Fürsten Ratislav erhielten. Im 15. Jahrhundert war das Dorf Besitz der Abtei in Krásna, ab 1605 gehörten die Ortsgüter der Stadt Kaschau. 1828 zählte man 32 Häuser und 246 Einwohner.
Bis 1918/1919 gehörte der im Komitat Abaúj-Torna liegende Ort zum Königreich Ungarn und kam danach zur Tschechoslowakei beziehungsweise heute Slowakei. In der ersten tschechoslowakischen Republik waren die Einwohner unter anderem als Korbmacher und Weber tätig. Der Ort wurde 1931 elektrifiziert.

## Bevölkerung
| Jahr                | 1994 | 2004     | 2014     | 2024  |
| ------------------- | ---- | -------- | -------- | ----- |
| Anzahl der Personen | 264  | 298      | 330      | 429   |
| Unterschied         |      | +12,87 % | +10,73 % | +30 % |

| Jahr                | 2023 | 2024    |
| ------------------- | ---- | ------- |
| Anzahl der Personen | 418  | 429     |
| Unterschied         |      | +2,63 % |

Gemäß der Volkszählung 2011 wohnten in Hrašovík 321 Einwohner, davon 307 Slowaken, jeweils zwei Mährer und Polen sowie ein Tscheche. Ein Einwohner gab eine andere Ethnie an und acht Einwohner machten keine Angabe zur Ethnie.
148 Einwohner bekannten sich zur römisch-katholischen Kirche, 86 Einwohner zur Evangelischen Kirche A. B., 30 Einwohner zur reformierten Kirche, 10 Einwohner zur griechisch-katholischen Kirche und ein Einwohner zur orthodoxen Kirche. Vier Einwohner bekannten sich zu einer anderen Konfession, 31 Einwohner waren konfessionslos und bei 10 Einwohnern wurde die Konfession nicht ermittelt.

## Bauwerke und Denkmäler
- moderne römisch-katholische Kirche Hl. Martha aus dem Jahr 1998

## Verkehr
Nach Hrašovík führt die Straße 3. Ordnung 3324 als Abzweig der Straße 1. Ordnung 19 westlich Košické Oľšany, zudem bestehen Lokalstraßen Richtung Beniakovce und Rozhanovce. In unmittelbarer Nähe verläuft die Autobahn D1. Der nächste Bahnanschluss ist in Košice.